# 凤城新村
凤城新村是位於中華人民共和國上海市楊浦區的一個住宅區，共分六個區域，分別為鳳城一村、鳳城二村、鳳城三村、鳳城四村、鳳城五村、鳳城六村。凤城新村名稱來自於凤城路。該住宅區西至江浦路，东至凤城路，南至控江路，北至中山北二路。凤城新村中的凤城一村和凤城二村建於1952年。歷史上有以凤城新村為名的凤城新村街道。後來凤城新村街道和控江新村街道合併成控江路街道。